# Drude-Theorie

Schematische Darstellung
der Bewegung von Elektronen (blau)
in einem Kristallgitter (rot)
nach der Drude-Theorie,
mit (Erläuterungen im Text):
v_{d}: Driftgeschwindigkeit der Elektronen
E: Richtung des elektrischen Feldes
I: Richtung des elektrischen Stroms

Die Drude-Theorie (auch Drude-Modell, nach Paul Drude, veröffentlicht um 1900) ist eine klassische Beschreibung des Ladungstransports durch ein externes elektrisches Feld in Metallen oder verallgemeinert durch freie Elektronen in Festkörpern. Bei Betrachtung von elektrischen Wechselfeldern (damit auch Licht) wird auch die Bezeichnung Drude-Zener-Theorie bzw. -Modell (nach Clarence Melvin Zener) verwendet.
Mit dem Drude-Modell konnte erstmals das ohmsche Gesetz erklärt werden, wenn auch der mit diesem Modell berechnete Widerstandswert etwa sechsmal größer ist als der wahre (gemessene) Widerstandswert des jeweiligen Materials. Grund dafür ist, dass tatsächlich aufgrund quantenstatistischer Vorgänge mehr Elektronen zur Verfügung stehen, da die Fermi-Energie erreicht wird.
Die Drude-Theorie wurde 1905 von Hendrik Antoon Lorentz erweitert und 1933 von Arnold Sommerfeld und Hans Bethe um die Ergebnisse der Quantenmechanik ergänzt.

## Beschreibung
Im Drude-Modell wird ein elektrischer Leiter als Ionenkristall betrachtet, in dem sich die Elektronen frei bewegen können, ein Elektronengas bilden und so verantwortlich für die Stromleitung sind. Der Begriff Elektronengas rührt von der Ähnlichkeit dieser Theorie zur kinetischen Gastheorie her: Herrscht im Inneren des Leiters nämlich kein elektrisches Feld, so verhalten sich die Elektronen wie Gasteilchen in einem Behälter.

### Gleichstromleitfähigkeit
Durch ein äußeres elektrisches Feld {\displaystyle {\vec {E}}} erfahren die freien Elektronen im Leiter eine Kraftwirkung {\displaystyle F_{\mathrm {el} }=q\cdot E} und werden beschleunigt, jedoch nicht kontinuierlich. Wäre dies so, dann dürften der Widerstand und die Stromstärke nicht konstant sein und das ohmsche Gesetz würde somit nicht gelten. Nach kurzer Zeit stellt sich jedoch ein Gleichgewicht ein, bei dem die mittlere Geschwindigkeit des Elektrons und damit der elektrische Strom proportional zur Feldstärke ist.
Dies wird vom Drude-Modell dadurch erklärt, dass das Elektron mit einem Gitterion zusammenstößt und abgebremst wird. Dieser Vorgang wird phänomenologisch durch eine mittlere Stoßzeit {\displaystyle \tau } zwischen zwei Kollisionen beschrieben. Mit steigender Temperatur sinkt die mittlere Stoßzeit und damit auch die elektrische Leitfähigkeit der Metalle.
Die Bewegungsgleichung hierfür lautet:
{\displaystyle m{\dot {v}}+{\frac {m}{\tau }}v_{\mathrm {D} }=-eE}
mit
- {\displaystyle m} der Elektronenmasse
- {\displaystyle v} der Elektronengeschwindigkeit
- {\displaystyle v_{\mathrm {D} }} der Driftgeschwindigkeit (e-Geschwindigkeit abzüglich der thermischen Geschwindigkeit) und
- {\displaystyle \tau } der Stoßzeit
- {\displaystyle e} der Elementarladung.

Für den stationären Zustand ({\displaystyle {\dot {v}}=0}) gilt:
{\displaystyle \Rightarrow v_{\mathrm {D} }=-{\frac {e\cdot \tau }{m}}E}
Mit der Ladungsträgerdichte {\displaystyle n} ergibt sich die Stromdichte {\displaystyle j} damit zu:
{\displaystyle j=-e\cdot n\cdot v_{\mathrm {D} }={\frac {e^{2}\cdot \tau \cdot n}{m}}E}
Die Gleichstromleitfähigkeit {\displaystyle \sigma } ist daher:
{\displaystyle \sigma ={\frac {j}{E}}={\frac {e^{2}\cdot \tau \cdot n}{m}}}
Diese Gleichung wird auch als Drude-Formel oder Drude-Leitfähigkeit bezeichnet.

### Frequenzabhängige elektrische Leitfähigkeit
Ein elektrisches Feld, das sich periodisch mit der Kreisfrequenz {\displaystyle \omega } ändert, beschreibt man mit
{\displaystyle E(t)={\hat {E}}(\omega )\cdot \exp(-\mathrm {i} \omega t)}
Sofern die Kreisfrequenz genügend hoch ist ({\displaystyle \omega \tau \gg 1}) und die elektrische Feldstärke begrenzt bleibt, so dass eine lineare Stromantwort vorliegt, stellt sich keine konstante Driftgeschwindigkeit ein. Es ist dann die Einteilchengleichung
{\displaystyle m{\dot {v}}(t)+{\frac {m}{\tau }}v(t)=-eE(t)}
zu lösen. Diese Gleichung gilt für isotrope Materialien, bei denen die elektrische Stromdichte {\displaystyle j(\omega )} mit dem elektrischen Feld über eine skalare Proportionalitätskonstante, die elektrische Leitfähigkeit {\displaystyle \sigma (\omega )}, verknüpft ist: {\displaystyle j(\omega )=\sigma (\omega )\cdot {\hat {E}}(\omega )}.
Bei anisotropen Materialien erweitert man die elektrische Stromdichte und das elektrische Feld zu Vektoren und die Leitfähigkeit zu einem Tensor.
Im isotropen Fall berücksichtigt man die Phasenverschiebung zwischen {\displaystyle v(t)} und {\displaystyle E(t)} mit einem komplexen {\displaystyle v(t)}. Mit dem Ansatz {\displaystyle v(t)={\hat {v}}(\omega )\cdot \exp(-\mathrm {i} \omega t)} erhält man die Lösung
{\displaystyle {\hat {v}}(\omega )=-{\frac {e\tau }{m}}\cdot {\frac {1}{1-\mathrm {i} \omega \tau }}\cdot {\hat {E}}(\omega )}.
Mit {\displaystyle j(\omega )=-ne{\hat {v}}(\omega )} und der Beziehung {\displaystyle j(\omega )=\sigma (\omega )\cdot {\hat {E}}(\omega )}
erhält man für ein Material mit der Ladungsträgerdichte {\displaystyle n} seine frequenzabhängige Leitfähigkeit {\displaystyle \sigma (\omega )}: 
{\displaystyle \sigma (\omega )={\frac {ne^{2}\tau }{m}}\cdot {\frac {1}{1-\mathrm {i} \omega \tau }}={\frac {\sigma _{\mathrm {DC} }}{1-\mathrm {i} \omega \tau }}}.
{\displaystyle \sigma _{\mathrm {DC} }} ist die im vorherigen Abschnitt angegebene Gleichstromleitfähigkeit. Diese lässt sich auch über die Plasmafrequenz ausdrücken als
{\displaystyle \sigma _{\mathrm {DC} }=\epsilon _{0}\cdot \omega _{p}^{2}\cdot \tau }, wobei {\displaystyle \omega _{p}^{2}=ne^{2}/(\epsilon _{0}m)} ist.
In der Optik stellt man den Bezug zur dielektrischen Funktion über die Beziehung
{\displaystyle \epsilon (\omega )=\epsilon _{\infty }+{\frac {\mathrm {i} \sigma (\omega )}{\epsilon _{0}\omega }}}
her und erhält
{\displaystyle \epsilon (\omega )=\epsilon _{\infty }-{\frac {\omega _{p}^{2}}{\omega ^{2}+\mathrm {i} \omega /\tau }}}.
{\displaystyle \epsilon _{\infty }} ist der dielektrische Hintergrund im Material ohne den Beitrag der freien Ladungsträger.

## Grenzen
Das Drude-Modell steht mit seiner Annahme, alle Elektronen würden zum Strom beitragen, im Widerspruch zu den Aussagen des Pauli-Prinzips, und auch klassisch gesehen erzeugt diese Annahme einen Widerspruch: aus der statistischen Thermodynamik folgt, dass alle Freiheitsgrade eines Systems (hier: Festkörper) im Mittel {\displaystyle {\tfrac {1}{2}}k_{\text{B}}T} zu seiner inneren Energie beitragen. Jedes Elektron müsste also {\displaystyle 3\cdot {\tfrac {1}{2}}k_{\text{B}}T} liefern. Messungen haben aber gezeigt, dass der elektronische Beitrag zur Gesamtenergie etwa tausendmal kleiner ist. Es können also nicht alle Elektronen Teil des Elektronengases sein, und mehr noch: die Bewegung des Elektronengases ist weniger frei als es die kinetische Gastheorie beschreibt.
Abgesehen von der falsch vorhergesagten Größe der Leitfähigkeit bzw. des Widerstandes hat das Drude-Modell weitere deutliche Schwächen:
Es sagt eine Proportionalität von Widerstand und Elektronengeschwindigkeit zur Wurzel aus der Temperatur voraus, die in Wirklichkeit nicht gegeben ist.
Des Weiteren kann keine Aussage darüber getroffen werden, ob ein Material ein Leiter, Halbleiter oder ein Isolator ist. Letzteres kann als Vorteil gewertet werden, indem man die Theorie auch auf die freien Elektronen im Leitungsband eines Halbleiters anwenden kann. Abhilfe schafft die quantenmechanische Beschreibung durch das sommerfeldsche Modell bzw. weiterführend das Bändermodell, in dem die Bandlücken richtig vorausgesagt werden.
Eine Verallgemeinerung des Drude-Modells stellt das Lorentz-Oszillator-Modell (auch Drude-Lorentz-Modell) dar. Dabei werden zusätzliche Absorptionsmaxima beschrieben, die beispielsweise durch Bandübergänge verursacht werden. Mit dem Lorentz-Oszillator-Modell ist es möglich, die dielektrische Funktion einer Vielzahl von Materialien (auch Halbleitern und Isolatoren) zu beschreiben.